# Opernturm
Opernturm je mrakodrap v německém městě Frankfurt nad Mohanem. Postaven byl podle návrhu, který vypracoval Christoph Mäckler a developerem stavby byla firma Tishman Speyer Properties. Má 44 podlaží a výšku 168 m, je tak 6. nejvyšší mrakodrap ve městě. Výstavba probíhala v letech 2006 - 2009. Budova disponuje 72 500 m2 převážně kancelářských ploch.